# Puja (roślina)

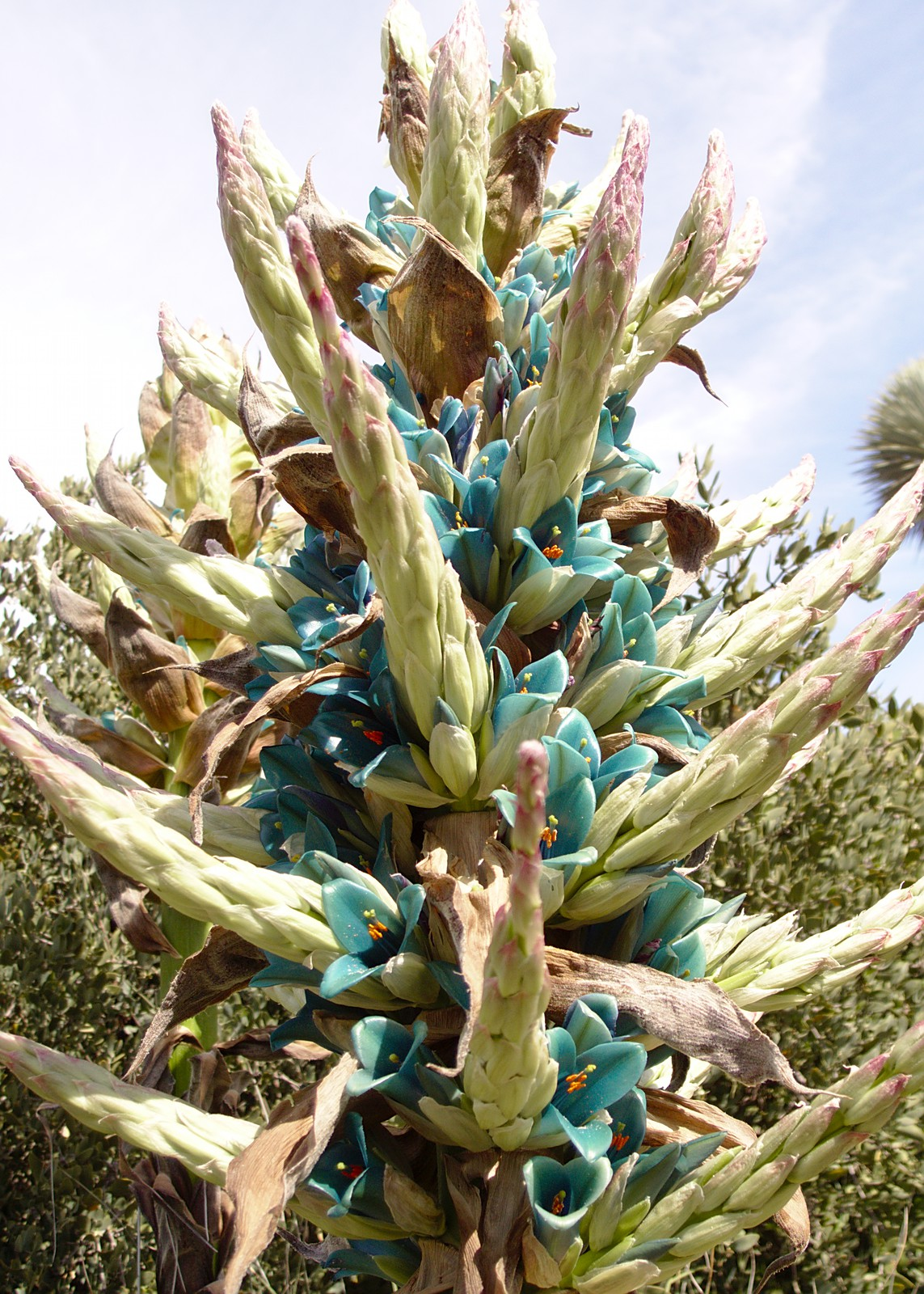
Kwiatostan Puya alpestris

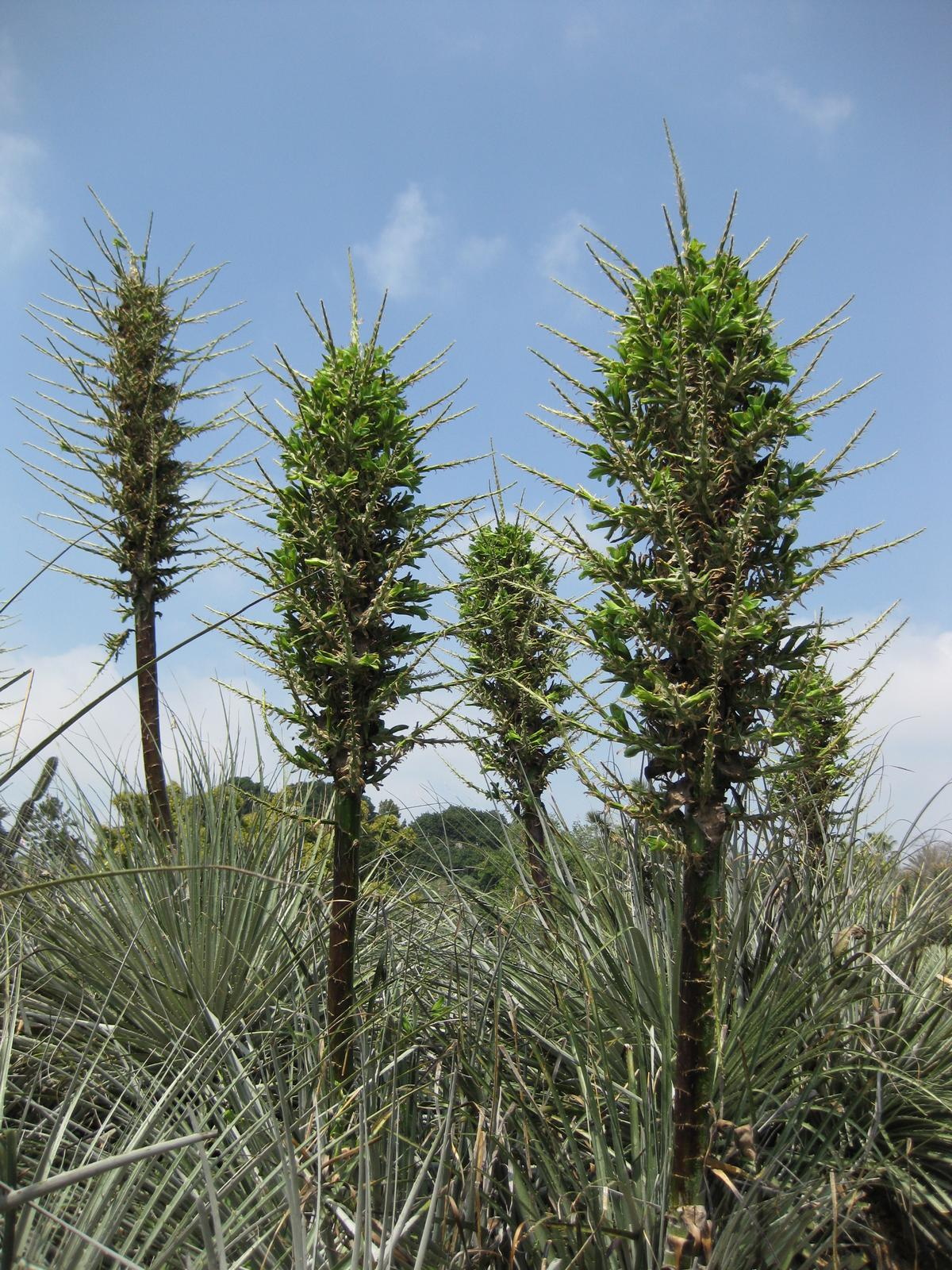
Puya berteroniana

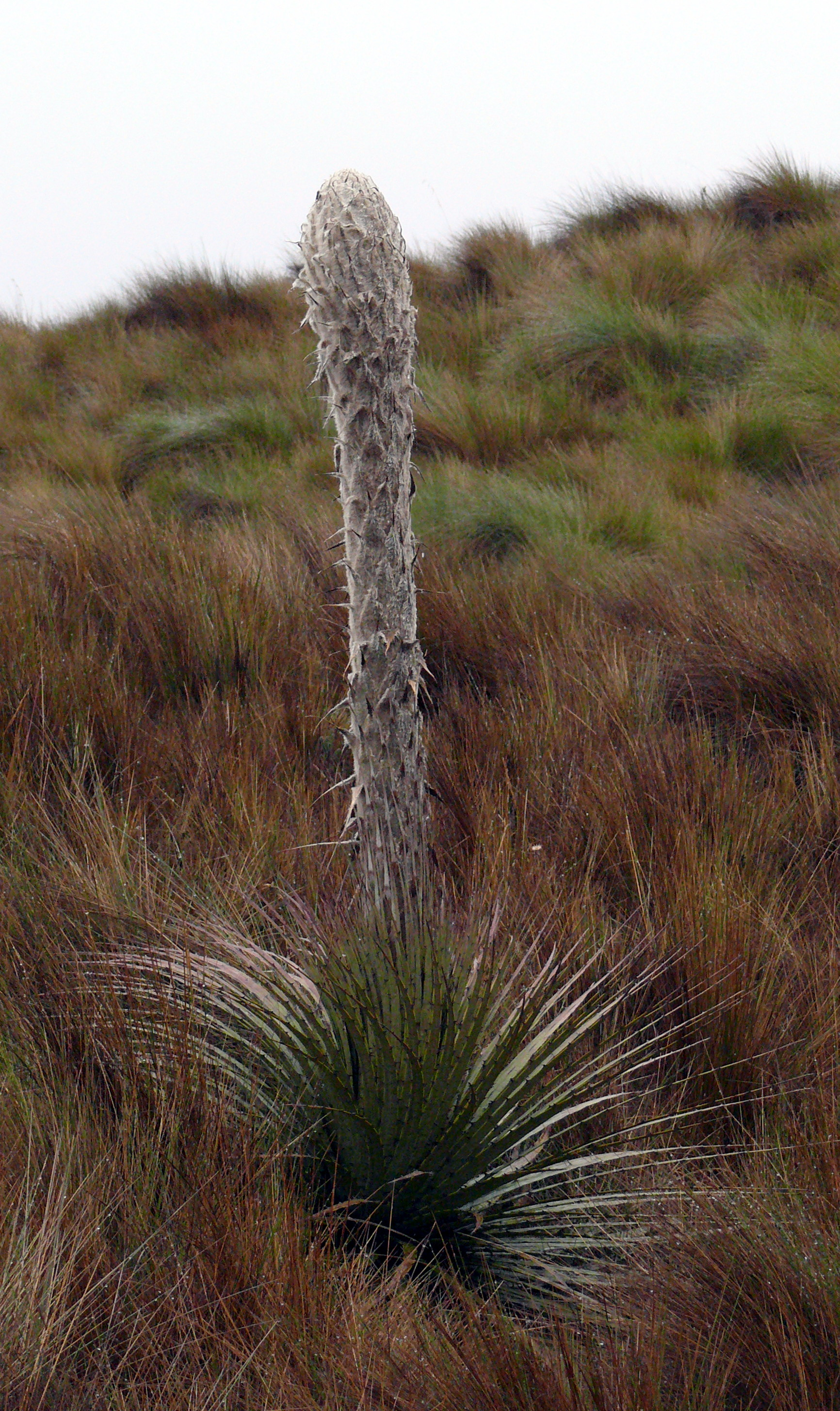
Puya clava-herculis

Puja (Puya) – rodzaj roślin z rodziny bromeliowatych (Bromeliaceae). Obejmuje ok. 219–227 gatunków. Są to rośliny naziemne, w większości górskie występujące w Andach, na Wyżynie Gujańskiej i w Kostaryce.
Rosną na zboczach gór. Stanowią istotny element szaty roślinnej suchych zarośli krzewiasto-sukulentowatych występujących na zachodnich stokach Andów od ich podnóża po ok. 3000 m n.p.m. oraz wysokogórskiej formacji puna, na rzędnych ponad 4000 m n.p.m. Niektórzy przedstawiciele rodzaju rosną na wysokogórskich pustyniach o dobowej różnicy temperatur sięgającej 38°C albo na mokradłach wysokogórskich zamarzających każdej nocy w roku. Są też takie gatunki, które rosną na nadoceanicznych pustyniach w Chile. Są to rośliny monokarpiczne – obumierają po zakwitnieniu i wydaniu nasion. Przy czym – zwłaszcza w wyższych położeniach górskich – mija czasem wiele lat, zanim te rośliny zdołają zakwitnąć. Puja Raimondiego należy do rekordowo wolno rosnących roślin – w wysokich górach może rozwinąć kwiatostan dopiero po 150 latach powolnego wzrostu (choć rośliny uprawiane na poziomie morza zakwitają już po 28 latach). Kwiaty zapylane są przez ptaki.
Niektóre gatunki uprawiane są jako rośliny ozdobne, najczęściej Puya alpestris i mieszańce tego gatunku z Puya chilensis, rzadziej Puya berteroniana, i inne. W gruncie uprawiane mogą być na obszarach, gdzie zimą temperatury spadają maksymalnie do -5°C, a przy tym wymagają suchych warunków w okresie zimowym. 
Z liści roślin z tego rodzaju pozyskuje się włókna, z których wytwarzane są trwałe sieci na ryby, a z mocnych kolców na brzegach liści – haczyki na ryby. Z pni wytwarza się namiastkę korka. Żerujące w pniach gąsienice motyla Castnia elegans powodują wydzielanie przez różne gatunki gum zwanych chagual i maguey. 
W wielu miejscach rośliny te są karczowane ze względu na to, że stanowią pułapkę dla owiec (kolczaste liście je ranią). Na czerwonej liście IUCN 14 gatunków zaliczonych jest do różnych kategorii zagrożonych wyginięciem.

## Morfologia

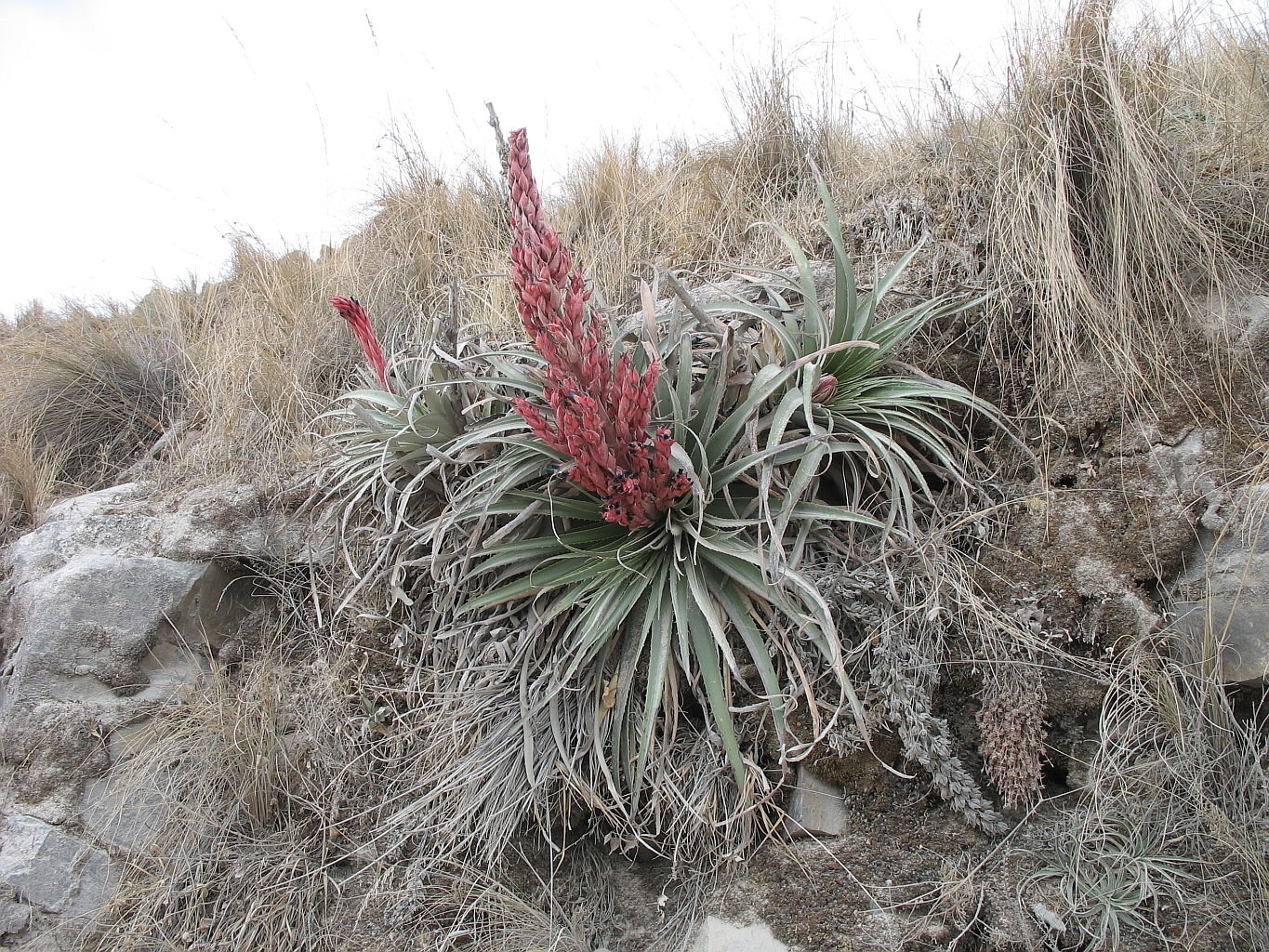
Puya dyckioides

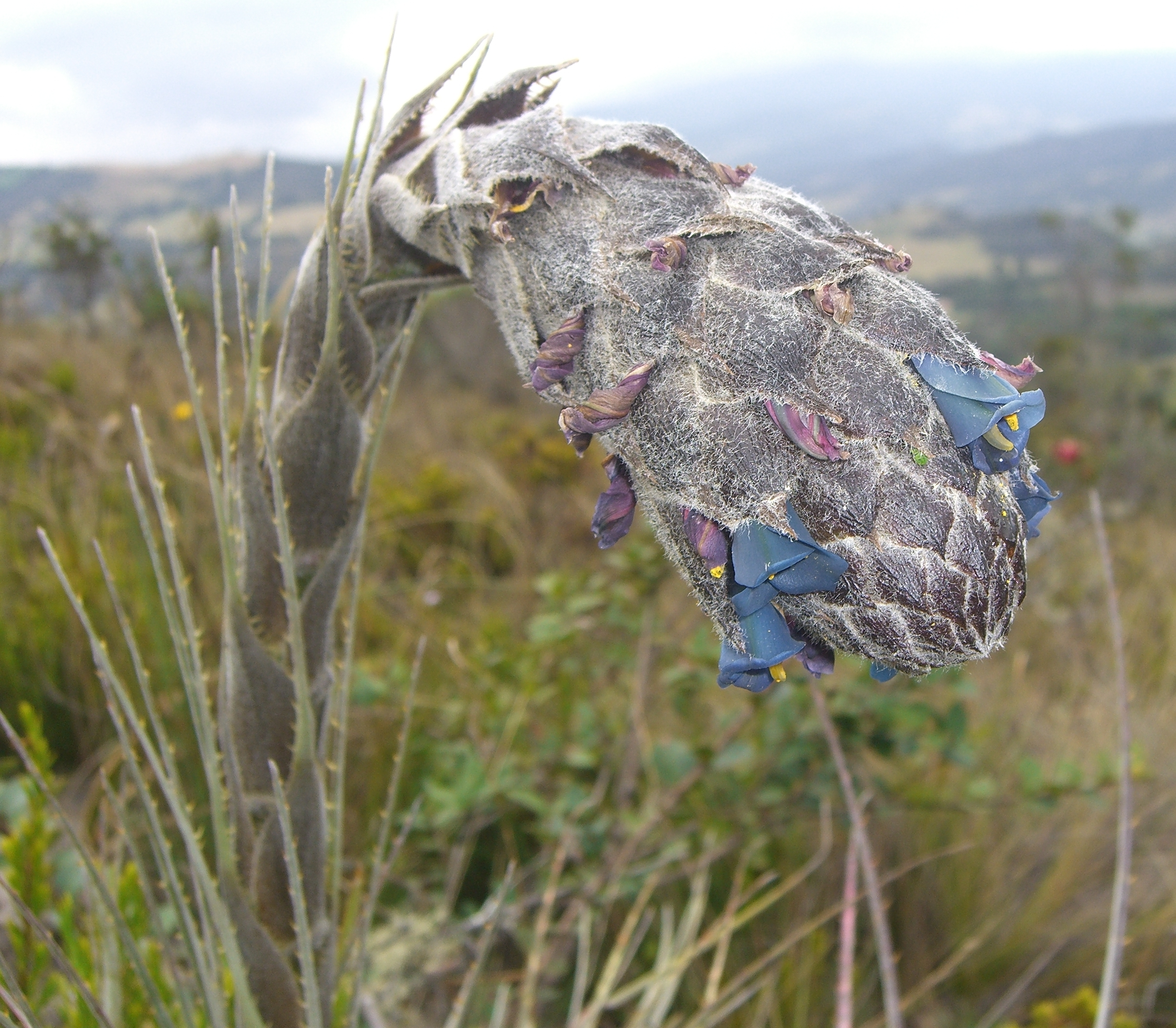
Puya lineata

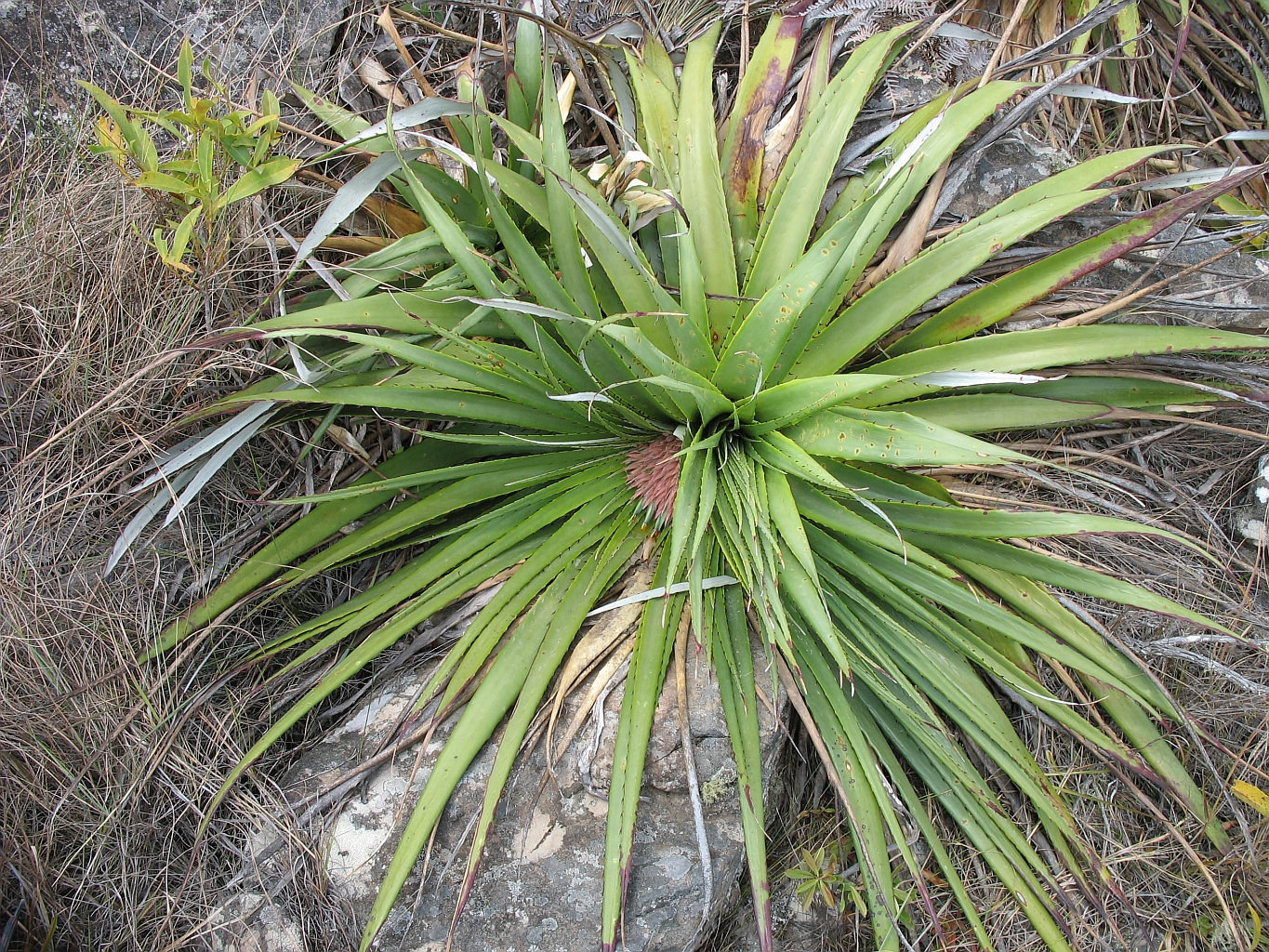
Puya nana

PokrójRośliny o pędzie skróconym, ale częściej wzniesionym i długim, czasem tak okazałym, że rośliny określane są mianem drzew. Największa puja Raimondiego ma pień osiągający wysokość 4 m, z którego wyrasta kwiatostan osiągający niemal 11 m wysokości. U niektórych gatunków pień się rozgałęzia w taki sposób, że roślina przypomina drzewa Jozuego.
LiścieSkórzaste, czasem mięsiste, nigdy nie zwężone u nasady, na brzegu piłkowane i kolczaste. Zebrane są w różnej wielkości rozety w górnej części pnia, u pui Raimondiego osiągają one średnicę 3 m.
KwiatyObupłciowe, zebrane w okazały, nierozgałęziony lub rozgałęziający się, prosto wzniesiony kwiatostan (u pui Raimondiego osiągający ponad 5 m wysokości i zawierający ponad 20 tys. kwiatów – według niektórych źródeł największy kwiatostan w świecie roślin (zobacz jednak wachlarzowiec Corypha). Listki zewnętrznego okółka okwiatu wolne, zwijające się, te z okółka wewnętrznego gładkie lub z dwoma pionowymi zmarszczkami, wszystkie zwijają się spiralnie po kwitnieniu. Okwiat niektórych gatunków ma bardzo oryginalną metalicznie niebieską lub zielonkawą barwę, mieniącą się w zależności od kąta padania światła. Pręciki zwykle krótsze od okwiatu, o nitkach wolnych. Zalążnia górna lub częściowo wpół dolna. Szyjka słupka długa i cienka.
OwoceTorebki podzielone na przegrody. Zawierają okazałe nasiona ze skrzydełkiem.

## Systematyka

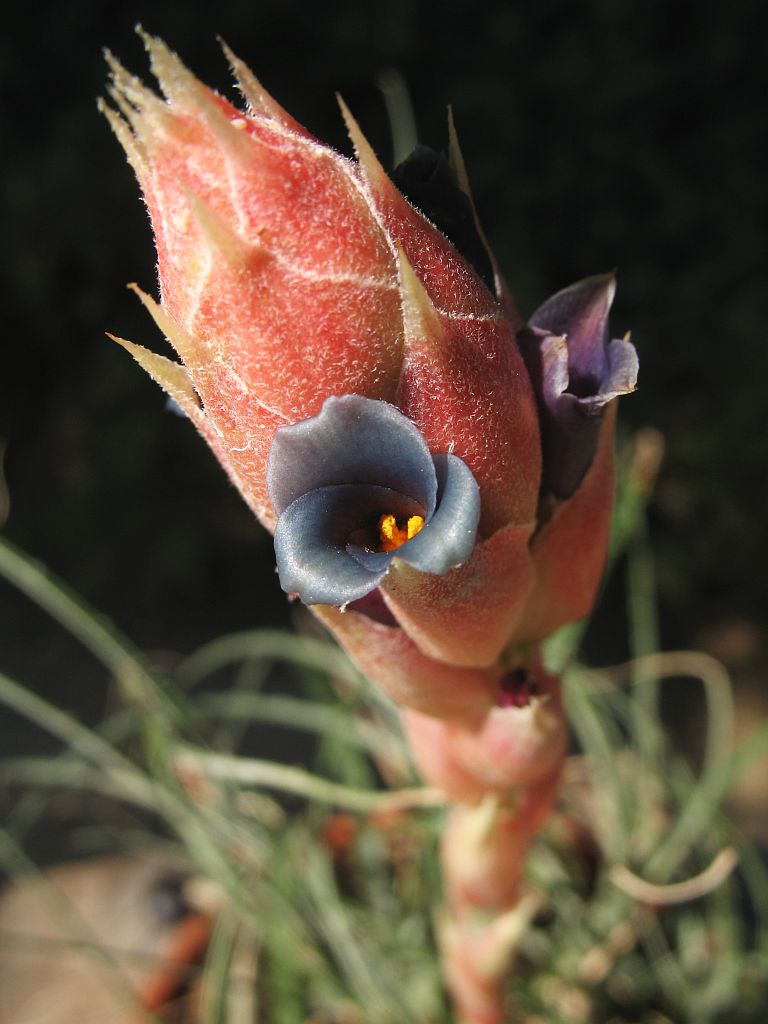
Puya prosanae

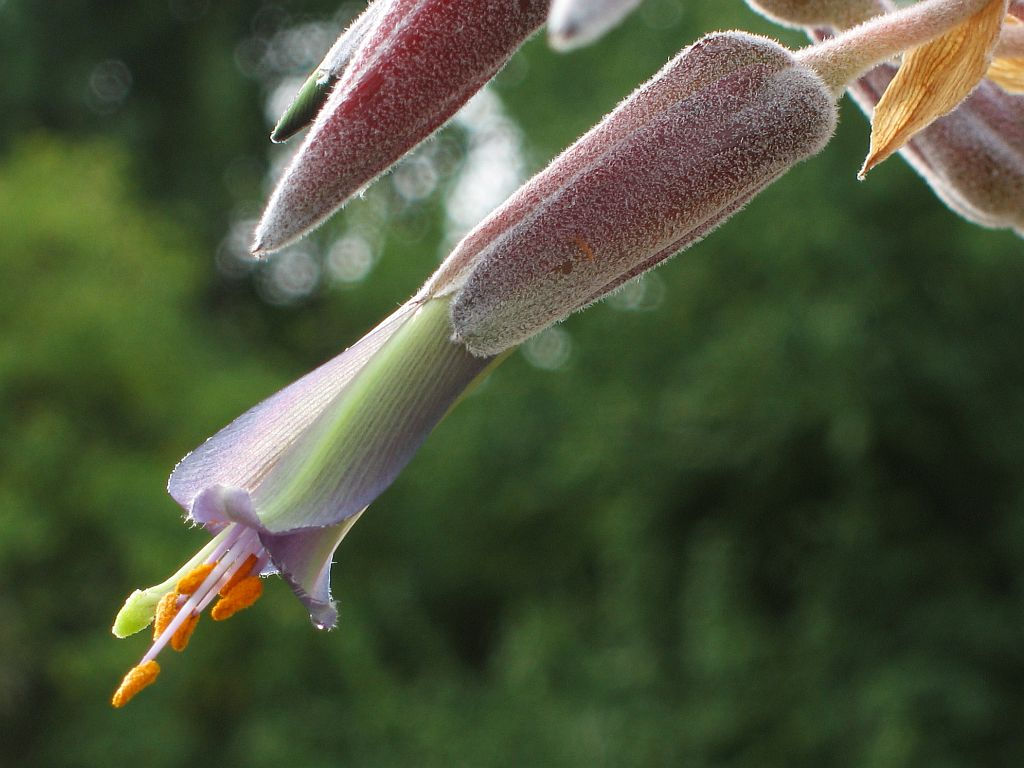
Puya sanctae-crucis

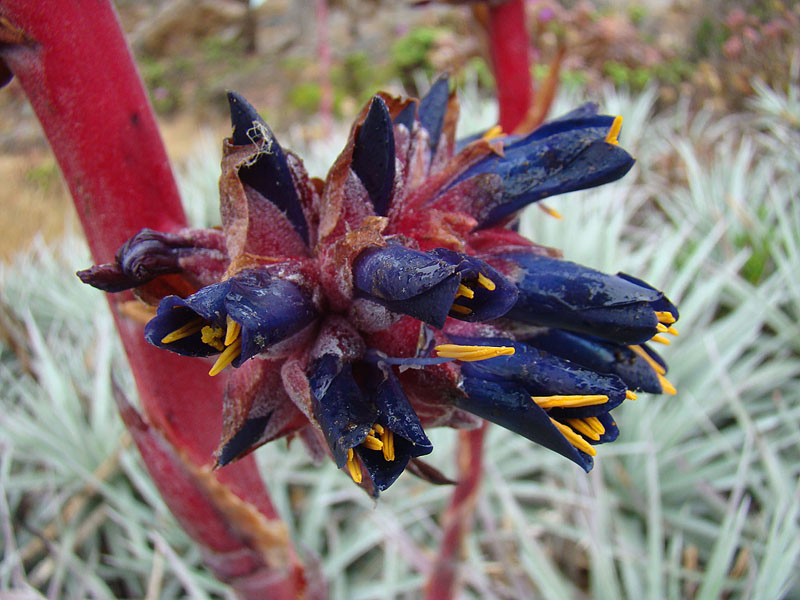
Puya venusta

Rodzaj z rodziny bromeliowatych Bromeliaceae wyodrębniany jest w monotypową podrodzinę Puyoideae Givnish, siostrzaną dla podrodziny Bromelioideae Burnett. Rozdzielenie się tych dwóch linii rozwojowych nastąpiło 10–10,7 miliona lat temu, a ostatni wspólny przodek współczesnych przedstawicieli rodzaju żył około 9,4 miliona lat temu.
Rodzaj dzielony jest na dwa podrodzaje (Puyopsis i Puya), a kryterium podziału stanowi obecność lub brak płonnych rozgałęzień kwiatostanu wykorzystywanych przez ptaki zapylające kwiaty jako grzędy do przysiadania.
Wykaz gatunków
- Puya adscendens L.B.Sm.
- Puya aequatorialis André
- Puya alata L.B.Sm.
- Puya alba L.B.Sm.
- Puya alpestris (Poepp.) Gay
- Puya alpicola L.B.Sm.
- Puya angelensis E.Gross & Rauh
- Puya angulonis L.B.Sm.
- Puya angusta L.B.Sm.
- Puya antioquensis L.B.Sm. & Read
- Puya araneosa L.B.Sm.
- Puya argentea L.B.Sm.
- Puya aristeguietae L.B.Sm.
- Puya assurgens L.B.Sm.
- Puya atra L.B.Sm.
- Puya barkleyana L.B.Sm.
- Puya bermejana S.E.Gómez, Slanis & A.Grau
- Puya berteroana Mez
- Puya berteroniana Mez
- Puya bicolor Mez
- Puya boliviensis Baker
- Puya boopiensis R.Vásquez, Ibisch & R.Lara
- Puya boyacana Cuatrec.
- Puya brachystachya (Baker) Mez
- Puya brackeana Manzan. & W.Till
- Puya bravoi Aráoz & A.Grau
- Puya brittoniana Baker
- Puya cajasensis Manzan. & W.Till
- Puya cardenasii L.B.Sm.
- Puya cardonae L.B.Sm.
- Puya casmichensis L.B.Sm.
- Puya castellanosii L.B.Sm.
- Puya cerrateana L.B.Sm.
- Puya chilensis Molina
- Puya claudiae Ibisch, R.Vásquez & E.Gross
- Puya clava-herculis Mez & Sodiro
- Puya cleefii L.B.Sm. & Read
- Puya cochabambensis R.Vásquez & Ibisch
- Puya coerulea Lindl.
- Puya commixta L.B.Sm.
- Puya compacta L.B.Sm.
- Puya coriacea L.B.Sm.
- Puya cristata L.B.Sm.
- Puya cryptantha Cuatrec.
- Puya ctenorhyncha L.B.Sm.
- Puya cuatrecasasii L.B.Sm.
- Puya cuevae Manzan. & W.Till
- Puya cylindrica Mez
- Puya dasylirioides Standl.
- Puya densiflora Harms
- Puya depauperata L.B.Sm.
- Puya dichroa L.B.Sm. & Read
- Puya dodsonii Manzan. & W.Till
- Puya dolichostrobila Harms
- Puya donneriana R.Vásquez, Altam. & Ibisch
- Puya dyckioides (Baker) Mez
- Puya elviragrossiae R.Vásquez & Ibisch
- Puya entre-riosensis Ibisch & E.Gross
- Puya erlenbachiana Ibisch & R.Vásquez
- Puya eryngioides André
- Puya exigua Mez
- Puya exuta L.B.Sm. & Read
- Puya fastuosa Mez
- Puya ferox Mez
- Puya ferreyrae L.B.Sm.
- Puya ferruginea (Ruiz & Pav.) L.B.Sm.
- Puya fiebrigii Mez
- Puya floccosa (Linden) E.Morren ex Mez
- Puya fosteriana L.B.Sm.
- Puya fulgens L.B.Sm.
- Puya furfuracea (Willd.) L.B.Sm.
- Puya gargantae L.B.Sm.
- Puya gerd-muelleri W.Weber
- Puya gerdae W.Weber
- Puya gigas André
- Puya gilmartiniae G.S.Varad. & A.R.Flores
- Puya glabrescens L.B.Sm.
- Puya glandulosa L.B.Sm.
- Puya glareosa L.B.Sm.
- Puya glaucovirens Mez
- Puya glomerifera Mez & Sodiro
- Puya goudotiana Mez
- Puya gracilis L.B.Sm.
- Puya grafii Rauh
- Puya grandidens Mez
- Puya grantii L.B.Sm.
- Puya grubbii L.B.Sm.
- Puya gutteana W.Weber
- Puya hamata L.B.Sm.
- Puya harmsii (A.Cast.) A.Cast.
- Puya herrerae Harms
- Puya herzogii Wittm.
- Puya hirtzii Manzan. & W.Till
- Puya hofstenii Mez
- Puya horrida L.B.Sm. & Read
- Puya hortensis L.B.Sm.
- Puya hromadnikii Rauh
- Puya huancavelicae L.B.Sm.
- Puya humilis Mez
- Puya hutchisonii L.B.Sm.
- Puya ibischii R.Vásquez
- Puya iltisiana L.B.Sm.
- Puya isabellina Mez
- Puya joergensenii H.Luther
- Puya killipii Cuatrec.
- Puya kuntzeana Mez
- Puya laccata Mez
- Puya lanata (Kunth) Schult. & Schult.f.
- Puya lanuginosa (Ruiz & Pav.) Schult. & Schult.f.
- Puya larae R.Vásquez & Ibisch
- Puya lasiopoda L.B.Sm.
- Puya laxa L.B.Sm.
- Puya lehmanniana L.B.Sm.
- Puya leptostachya L.B.Sm.
- Puya lilloi A.Cast.
- Puya lineata Mez
- Puya llatensis L.B.Sm.
- Puya lokischmidtiae R.Vásquez & Ibisch
- Puya longisepala Mez
- Puya longispina Manzan. & W.Till
- Puya longistyla Mez
- Puya lopezii L.B.Sm.
- Puya lutheri W.Till
- Puya macbridei L.B.Sm.
- Puya macropoda L.B.Sm.
- Puya macrura Mez
- Puya maculata L.B.Sm.
- Puya mariae L.B.Sm.
- Puya medica L.B.Sm.
- Puya membranacea L.B.Sm.
- Puya meziana Wittm.
- Puya micrantha Mez
- Puya mima L.B.Sm. & Read
- Puya minima L.B.Sm.
- Puya mirabilis (Mez) L.B.Sm.
- Puya mitis Mez
- Puya mollis Baker ex Mez
- Puya mucronata Manzan.
- Puya nana Wittm.
- Puya navarroana Manzan. & W.Till
- Puya nigrescens L.B.Sm.
- Puya nitida Mez
- Puya nivalis Baker
- Puya novarae G.S.Varad. ex Gómez Rom. & A.Grau
- Puya nutans L.B.Sm.
- Puya obconica L.B.Sm.
- Puya occidentalis L.B.Sm.
- Puya ochroleuca Betancur & Callejas
- Puya olivacea Wittm.
- Puya oxyantha Mez
- Puya pachyphylla R.Vásquez & Ibisch
- Puya parviflora L.B.Sm.
- Puya pattersoniae Manzan. & W.Till
- Puya paupera Mez
- Puya pearcei (Baker) Mez
- Puya penduliflora L.B.Sm.
- Puya pichinchae Mez & Sodiro
- Puya pitcairnioides L.B.Sm.
- Puya pizarroana R.Vásquez, Ibisch & S.Beck
- Puya ponderosa L.B.Sm.
- Puya potosina L.B.Sm.
- Puya pratensis L.B.Sm.
- Puya prosanae Ibisch & E.Gross
- Puya pseudoeryngioides H.Luther
- Puya pumila Ravenna
- Puya pusilla H.E.Luther
- Puya pygmaea L.B.Sm.
- Puya pyramidata (Ruiz & Pav.) Schult. & Schult.f.
- Puya raimondii Harms – puja Raimondiego
- Puya ramonii L.B.Sm.
- Puya rauhii L.B.Sm.
- Puya reducta L.B.Sm.
- Puya reflexiflora Mez
- Puya retrorsa Gilmartin
- Puya riparia L.B.Sm.
- Puya robin-fosteri G.S.Varad. & H.E.Luther
- Puya roezlii E.Morren
- Puya roldanii Betancur & Callejas
- Puya roseana L.B.Sm.
- Puya rusbyi (Baker) Mez
- Puya sagasteguii L.B.Sm.
- Puya sanctae-crucis (Baker) L.B.Sm.
- Puya sanctae-martae L.B.Sm.
- Puya santanderensis Cuatrec.
- Puya santosii Cuatrec.
- Puya secunda L.B.Sm.
- Puya sehuencasensis R.Vásquez, Ibisch & R.Lara
- Puya serranoensis Rauh
- Puya silvae-baccae L.B.Sm. & Read
- Puya simulans L.B.Sm.
- Puya smithii A.Cast.
- Puya sodiroana Mez
- Puya solomonii G.S.Varad.
- Puya spathacea (Griseb.) Mez
- Puya stenothyrsa (Baker) Mez
- Puya stipitata L.B.Sm.
- Puya strobilantha Mez
- Puya textoragicolae W.Weber
- Puya thomasiana André
- Puya tillii Manzan.
- Puya tovariana L.B.Sm.
- Puya trianae Baker
- Puya tristis L.B.Sm.
- Puya trollii L.B.Sm.
- Puya tuberosa Mez
- Puya tunarensis Mez
- Puya tyleriana Sagást., Zapata & M.O.Dillon
- Puya ugentiana L.B.Sm.
- Puya ultima L.B.Sm.
- Puya valida L.B.Sm.
- Puya vallo-grandensis Rauh
- Puya vargasiana L.B.Sm.
- Puya vasquezii Ibisch & E.Gross
- Puya venezuelana L.B.Sm.
- Puya venusta (Baker) Phil.
- Puya vervoorstii Gómez Rom. & A.Grau
- Puya vestita André
- Puya volcanensis A.Cast.
- Puya waist L.B. Sm.
- Puya weberbaueri Mez
- Puya weberiana E.Morren ex Mez
- Puya weddelliana (Baker) Mez
- Puya werneriana Read & L.B.Sm.
- Puya westii L.B.Sm.
- Puya wrightii L.B.Sm.
- Puya wurdackii L.B.Sm.
- Puya yakespala A.Cast.